# JNode
JNode (Java New Operating System Design Effort) — свободная операционная система, практически полностью написанная на Java (исключение составляет часть кода, написанная на ассемблере — так называемое микроядро).
Ewout Prangsma (основоположник проекта) начал первую попытку создания ОС на Java в 1995 году с Java Bootable System (JBS). Автор был недоволен количеством потребовавшегося кода на C и ассемблере. Он начал работу над новой JBS-системой, в итоге названной JNode. В 2003 году была представлена 3 версия системы, к разработке смогли присоединиться все желающие.
На данный момент система поддерживает файловые системы ext2, FAT, NTFS и ISO 9660 и сетевой протокол TCP/IP, имеет графический пользовательский интерфейс, поддерживает USB-периферию. JNode может быть загружена с CD или запущена в виртуальной машине.
Операционная система свободно распространяется под лицензией LGPL. Исходные коды доступны в git-репозитории. JNode использует свободную Java-библиотеку GNU Classpath.